# Lupianus
Lupianus war ein spätantiker oströmischer Heermeister (magister militum).
Lupianus ist nur aus einem im Codex Theodosianus überlieferten Gesetz vom 12. Mai 412 bekannt. Darin wird er als comes et magister militum per Orientem adressiert. Er ist der erste überlieferte magister militum per Orientem aus der Zeit Theodosius’ II. (408–450). Er war für den Osten des Reiches (die Dioecesis Orientis) und damit für die Grenze zum persischen Sassanidenreich zuständig, die zu dieser Zeit friedlich blieb (siehe Römisch-Persische Kriege#Frieden mit Unterbrechungen: die Kriege des 5. Jahrhunderts). Sein Sitz war Antiochia am Orontes. Wahrscheinlich war Hypatios, der für 414/415 als magister militum per Orientem belegt ist, sein direkter Nachfolger.